# Cuicatlán
Cuicatlán är en ort i Mexiko.   Den ligger i kommunen Chinantla och delstaten Puebla, i den sydöstra delen av landet, 160 km sydost om huvudstaden Mexico City. Cuicatlán ligger 1 192 meter över havet och antalet invånare är 214.
Terrängen runt Cuicatlán är huvudsakligen kuperad, men norrut är den platt. Terrängen runt Cuicatlán sluttar söderut. Runt Cuicatlán är det ganska glesbefolkat, med 31 invånare per kvadratkilometer. Närmaste större samhälle är Ahuehuetitla, 7,1 km öster om Cuicatlán. I omgivningarna runt Cuicatlán växer huvudsakligen savannskog.